# Championnats ibéro-américains d'athlétisme 1992
Navigation
Édition précédente Édition suivante
Les 5es championnats ibéro-américains d'athlétisme se déroulent du 17 au 19 juillet 1992 au Stade olympique de Séville de Séville, en Espagne.
Le nombre d'épreuves passe à 41, avec l'apparition du triple saut féminin.

## Participants
462 athlètes représentant 22 pays ont participé à ces cinquièmes championnats ibéro-américains, ce qui représente la plus grande affluence depuis le début.
| Amérique centrale et Caraïbes                                                                                              | Amérique du Sud                                                                                       | Europe               |
| --- | --- | -------------------- |
| - Costa Rica - Cuba - République dominicaine - Guatemala - Honduras - Mexique - Nicaragua - Panama - Porto Rico - Salvador | - Argentine - Bolivie - Brésil - Chili - Colombie - Équateur - Paraguay - Pérou - Uruguay - Venezuela | - Espagne - Portugal |

## Faits marquants
La proximité des Jeux olympiques de Barcelone deux semaines plus tard a contribué au bon niveau de performance de ces championnats, considérés comme les plus réussis. Par ailleurs la manifestation s'inscrit dans le cadre de l'Exposition universelle de 1992.
Cuba, de retour après son absence de 1990, domine la compétition, grâce notamment aux concours et aux relais, devant le Brésil toujours très présent dans les courses, et l'Espagne grâce surtout au demi-fond et au fond (3 titres à Séville et 5 médailles sur 6 aux championnats ibéro-américains de marathon).
Individuellement, Carmen de Oliveira réalise le doublé 3 000 - 10 000 m tandis que Niurka Montalvo remporte le premier concours de triple saut féminin, en plus de la longueur. Au disque féminin, Maritza Martén lance à 70,68 m, hors concours. Elle deviendra peu après championne olympique.

## Podiums

### Hommes
| 100 m (vent : -2,2 m/s) | Joel Isasi 10 s 41                                                                  | Andrés Simón 10 s 52                                                                                 | Arnaldo da Silva 10 s 54                                                             |
| 200 m (vent : -2,6 m/s) | Robson da Silva 20 s 58                                                             | Joel Lamela 21 s 12                                                                                  | Sérgio Menezes 21 s 44                                                               |
| 400 m | Sidnei Telles de Souza 45 s 38                                                      | Inaldo de Sena 46 s 14                                                                               | Henry Aguiar 46 s 29                                                                 |
| 800 m | Héctor Herrera 1 min 47 s 72                                                        | Pablo Squella 1 min 48 s 29                                                                          | Edgar de Oliveira 1 min 48 s 38                                                      |
| 1 500 m | Víctor Rojas 3 min 42 s 25 CR                                                       | Ángel Fariña 3 min 42 s 76                                                                           | Edgar de Oliveira 3 min 43 s 26                                                      |
| 5 000 m | Valdenor dos Santos 13 min 54 s 79                                                  | Anacleto Jiménez 13 min 55 s 35                                                                      | Martín Fiz 13 min 57 s 99                                                            |
| 10 000 m | Francisco Guerra 28 min 49 s 15 CR                                                  | Valdenor dos Santos 28 min 51 s 22                                                                   | Rolando Vera 28 min 55 s 16                                                          |
| 110 m haies (vent : -0,6 m/s) | Emilio Valle 13 s 41 CR                                                             | Alexis Sánchez 13 s 66                                                                               | Carlos Sala 13 s 76                                                                  |
| 400 m haies | Eronilde de Araújo 50 s 06                                                          | Juan Vallín 50 s 26                                                                                  | Pedro Piñera 50 s 37                                                                 |
| 3 000 m steeple | Clodoaldo do Carmo 8 min 38 s 55                                                    | Eduardo Henriques 8 min 40 s 35                                                                      | Antonio Peula 8 min 40 s 93                                                          |
| 4 × 100 m | Cuba Andrés Simón Jorge Luis Aguilera Joel Lamela Joel Isasi 39 s 19                | Espagne José Javier Arqués Enrique Talavera Juan Jesús Trapero Sergio López 39 s 44                  | Brésil Fernando Botasso André Domingos Arnaldo da Silva Robson da Silva 39 s 63      |
| 4 × 400 m | Cuba Norberto Téllez Jorge Valentín Lázaro Martínez Roberto Hernández 3 min 01 s 58 | Brésil Sidnei Telles de Souza Eronilde de Araújo Ediélson Rocha Tenorio Inaldo de Sena 3 min 03 s 50 | Mexique Juan Vallín Josué Morales Luis Karim Toledo Raymundo Escalante 3 min 06 s 20 |
| 20 000 marche (piste) | Alberto Cruz 1 h 25 min 35 s 9                                                      | Clodomiro Moreno 1 h 25 min 41 s 2                                                                   | Jefferson Pérez 1 h 25 min 50 s 5                                                    |
| Saut en hauteur | Javier Sotomayor 2,30 m                                                             | Gustavo Becker 2,26 m                                                                                | Marino Drake 2,24 m                                                                  |
| Saut à la perche | Edgar Díaz 5,40 m CR                                                                | Nuno Fernandes 5,30 m                                                                                | Alberto Ruiz 5,20 m                                                                  |
| Saut en longueur | Iván Pedroso 8,53 m CR                                                              | Jesús Oliván 7,98 m                                                                                  | Elmer Williams 7,91 m                                                                |
| Triple saut | Yoelbi Quesada 16,93 m (w)                                                          | Anísio Silva 16,40 m                                                                                 | Juan Miguel López 16,36 m (w)                                                        |
| Lancer du poids | Gert Weil 18,94                                                                     | Manuel Martínez 17,49 m                                                                              | Adilson Oliveira 17,44 m                                                             |
| Lancer du disque | Juan Martínez 63,02 m                                                               | David Martínez 61,56 m                                                                               | Luis Delís 61,18 m                                                                   |
| Lancer du marteau | Eladio Hernández 70,62 m CR                                                         | Andrés Charadía 69,38 m                                                                              | Guillermo Guzmán 68,06 m                                                             |
| Lancer du javelot | Ramón González 75,88 m CR                                                           | Luis Lucumí 74,74 m                                                                                  | Julián Sotelo 70,50 m                                                                |
| Décathlon | Xavier Brunet 7 621 pts                                                             | José de Assis 7 480 pts                                                                              | Fernando Luis Benet 7 299 pts                                                        |
| Records et Performances - AR : Record continental (area record) - CR : Record des championnats (championship record) - MR : Record du meeting (meet record) - NR : Record national (national record) - OR : Record olympique (olympic record) - PR : Record paralympique (paralympic record) - PB : Record personnel (personal best) - SB : Meilleure performance personnelle de la saison (season's best) - WL : Meilleure performance mondiale de l'année (world leader) - WJR : Record du monde junior (world junior record) - WR : Record du monde (world record) Circonstances et Conditions - DNF : N'a pas terminé (did not finish) - DNS : N'a pas pris le départ (did not start) - DQ : Disqualification (disqualification) - NM : Aucun essai valable enregistré (No Mark) - Q : Qualifié « directement » au prochain tour (ou à la prochaine compétition), lors d'une compétition majeure, grâce au classement ou à la réalisation des minima (automatic qualifier) - q : Qualifié au prochain tour (ou à la prochaine compétition), lors d'une compétition majeure, grâce au repêchage ou à la réalisation de l'une des meilleures performances parmi celles des « non qualifiés directement » (grâce au meilleur temps ou à la meilleure distance par exemple) (secondary qualifier) |                                                                                     | |                                                                                      |

### Femmes
| 100 m (vent : -0,8 m/s) | Liliana Allen 11 s 39 CR                                                            | Norfalia Carabalí 11 s 72                                                         | Claudete Alves Pina 11 s 76                                                           |
| 200 m (vent : -2,9 m/s) | Norfalia Carabalí 23 s 97                                                           | Idalmis Bonne 24 s 01                                                             | Claudete Alves Pina 24 s 37                                                           |
| 400 m | Ximena Restrepo 51 s 66                                                             | Mayra Mayberry 52 s 78                                                            | Odalmis Limonta 53 s 30                                                               |
| 800 m | Ana Fidelia Quirot 2 min 01 s 96                                                    | Maria Magnolia Figueiredo 2 min 02 s 45                                           | Elsa Amaral 2 min 02 s 75                                                             |
| 1 500 m | Soraya Telles 4 min 18 s 03                                                         | Estela Estévez 4 min 18 s 40                                                      | Norma Fernández 4 min 18 s 78                                                         |
| 3 000 m | Carmen de Oliveira 9 min 20 s 83                                                    | Mabel Arrúa 9 min 23 s 24                                                         | María Luisa Servín 9 min 23 s 71                                                      |
| 10 000 m | Carmen de Oliveira 33 min 21 s 00 CR                                                | Griselda González 33 min 24 s 89                                                  | Martha Tenorio 33 min 29 s 69                                                         |
| 100 m haies (vent : -1,1 m/s) | Aliuska López 13 s 13 CR                                                            | Odalys Adams 13 s 15                                                              | María José Mardomingo 13 s 71                                                         |
| 400 m haies | Lency Montelier 56 s 79                                                             | Mirian Alonso 57 s 01                                                             | Jupira da Graça 58 s 32                                                               |
| 4 × 100 m | Cuba Miriam Ferrer Eusebia Riquelme Idalmis Bonne Liliana Allen 44 s 49             | Espagne María Paz Minicozzi Cristina Castro Yolanda Díaz Cristina Martín 45 s 53  | Colombie Zorobabelia Córdoba Ximena Restrepo Maribelcy Peña Norfalia Carabalí 47 s 10 |
| 4 × 400 m | Cuba Julia Duporty Odalmis Limonta Lency Montelier Ana Fidelia Quirot 3 min 33 s 43 | Espagne Gregoria Ferrer Esther Lahoz Blanca Lacambra Cristina Pérez 3 min 34 s 22 | Uruguay Marcela Tiscornia Soledad Acerenza Inés Justet Claudia Acerenza 3 min 46 s 73 |
| 10 000 m marche | Francisca Martínez 47 min 51 s 95                                                   | Olga Sánchez 48 min 08 s 86                                                       | Miriam Ramón 48 min 13 s 74                                                           |
| Saut en hauteur | Ioamnet Quintero 1,98 m CR                                                          | Silvia Costa 1,93 m                                                               | Cristina Fink 1,87 m                                                                  |
| Saut en longueur | Niurka Montalvo 6,51 m (w)                                                          | Luisa López 6,37 m                                                                | María Jesús Martín 5,94 m                                                             |
| Triple saut | Niurka Montalvo 13,60 m CR                                                          | Rita Cristina Slompo 12,96 m                                                      | Andrea Ávila 12,82 m                                                                  |
| Lancer du poids | Belsis Laza 19,31 m CR                                                              | Elisângela Adriano 16,75 m                                                        | Margarita Ramos 16,69 m                                                               |
| Lancer du disque | Hilda Ramos 67,46 m CR                                                              | Bárbara Echevarria 64,14 m                                                        | María Isabel Urrutia 57,46 m                                                          |
| Lancer du javelot | Dulce García 57,38 m                                                                | Isel López 55,80 m                                                                | Carla Mª de Souza Bispo 53,40 m                                                       |
| Heptathlon | Zorobabelia Córdoba 5 808 pts CR,NR                                                 | Ana María Comaschi 5 795 pts NR                                                   | Ana Lúcia Silva 5 320 pts                                                             |
| Records et Performances - AR : Record continental (area record) - CR : Record des championnats (championship record) - MR : Record du meeting (meet record) - NR : Record national (national record) - OR : Record olympique (olympic record) - PR : Record paralympique (paralympic record) - PB : Record personnel (personal best) - SB : Meilleure performance personnelle de la saison (season's best) - WL : Meilleure performance mondiale de l'année (world leader) - WJR : Record du monde junior (world junior record) - WR : Record du monde (world record) Circonstances et Conditions - DNF : N'a pas terminé (did not finish) - DNS : N'a pas pris le départ (did not start) - DQ : Disqualification (disqualification) - NM : Aucun essai valable enregistré (No Mark) - Q : Qualifié « directement » au prochain tour (ou à la prochaine compétition), lors d'une compétition majeure, grâce au classement ou à la réalisation des minima (automatic qualifier) - q : Qualifié au prochain tour (ou à la prochaine compétition), lors d'une compétition majeure, grâce au repêchage ou à la réalisation de l'une des meilleures performances parmi celles des « non qualifiés directement » (grâce au meilleur temps ou à la meilleure distance par exemple) (secondary qualifier) |                                                                                     |                                                                                   |                                                                                       |

## Tableau des médailles
Ce tableau tient compte des épreuves de marathon masculin et féminin, qui se sont déroulées lors d'une compétition séparée à Barcelone, ce qui porte le total des épreuves à 43.
- Pays hôte

| Rang  | Nation     | Or | Argent | Bronze | Total |
| ----- | ---------- | -- | ------ | ------ | ----- |
| 1     | Cuba       | 23 | 8      | 5      | 36    |
| 2     | Brésil     | 8  | 8      | 11     | 27    |
| 3     | Espagne    | 5  | 15     | 11     | 31    |
| 4     | Colombie   | 3  | 3      | 2      | 8     |
| 5     | Mexique    | 2  | 1      | 4      | 7     |
| 6     | Porto Rico | 1  | 1      | 1      | 3     |
| 7     | Chili      | 1  | 1      | 0      | 2     |
| 8     | Argentine  | 0  | 4      | 2      | 6     |
| 9     | Portugal   | 0  | 2      | 1      | 3     |
| 10    | Équateur   | 0  | 0      | 4      | 4     |
| 11=   | Uruguay    | 0  | 0      | 1      | 1     |
| 11=   | Venezuela  | 0  | 0      | 1      | 1     |
| Total | Total      | 43 | 43     | 43     | 119   |